# Psammotermitidae
Psammotermitidae (лат.) — семейство термитов (ранее подсемейство в Rhinotermitidae). Включает около 20 видов.

## Описание
Имаго с плоской переднеспинкой; лапки 3-члениковые. Крылья со всеми жилками, выходящими самостоятельно изнутри крыловых чешуек. Нимфы со сросшимися крыловыми почками, образующими две щитовидные структуры на мезотораксе и метатораксе. Левая мандибула имаго и рабочего с апикальным зубцом и тремя отчетливыми маргинальными зубцами. Солдаты с формулой голенных шпор 3:2:2; с более или менее выраженной бороздкой от фонтанеллы до наличника.

## Распространение и экология
Распространение Prorhinotermes в основном островное. Это распространение послужило основанием для предположения, что колонии могут переноситься океанскими течениями на дрейфующей древесине, что объясняет столь широкое распространение на островах южной части Тихого океана. В отличие от него, Psammotermes — пустынный житель пустынь, встречающийся в афротропических (включая Мадагаскар), сахаро-аравийских и юго-восточно-азиатских областях.

## Систематика
Известно около 20 видов. Ранее группу рассматривали в ранге подсемейства в составе семейства Rhinotermitidae. В 2024 году в ходе реклассификации современных групп термитов таксон был выделен в отдельное семейство Psammotermitidae в составе 2 современных родов. Вымерший род †Zophotermes Engel, 2011 включен в семейство Psammotermitidae.
- Psammotermitinae Holmgren, 1911[1]
  - Psammotermes Desneux, 1902[5] — 6 видов
- Prorhinotermitinae Quennedey & Deligne, 1975[3]
  - Prorhinotermes Silvestri, 1909[6] — 12 видов